# 金達鉉
金達鉉（朝鲜语：／；1941年1月1日—2000年8月8日），北韓政治人物，曾任政務院副總理及政治局候補委員，後忽然失勢並遭到迫害而在2000年自殺。

## 生平
金達鉉的早期事跡不詳，僅知他深詣經濟而被時任最高領導人金日成的器重，並任命他為国家计划委员会主席。1990年代初，他曾代表北韓與台灣使節密談建交事宜，但最終未有成事。1992年，他出訪南韓，回國後，他意識到改革開放是北韓的唯一出路。故此，他提倡重建興南化肥廠來振興國家經濟和農產量。
然而，由於當時金日成剛剛離世，其子金正日正需要大量資金興建錦繡山紀念宮，因而拒絕了金達鉉的提議，並以「叛徒」之名把他下放至接近倒閉的2.8聚乙烯醇聯合工廠當負責人。此後，他再沒有回到原來的崗位。2000年8月，他在得悉保衛部的人要來逮捕自己後自盡。

## 資料來源
1. 1 2 3 4 5  "為金正日當替死鬼的人們" 《朝鮮日報》中文版 2010 3 24
2. ↑  "台北平壤密談建交擦肩而過" 《亞洲周刊》 22 12 2011